# Herentals SK (8415)
Herentals SK was een Belgische voetbalclub uit Herentals. De club was aangesloten bij de KBVB met stamnummer 8415. 

## Geschiedenis
Tijdens de Eerste Wereldoorlog ontstond in Herentals al voetbalclub Herentalschen Sport Kring, dat zich in 1920 bij de Belgische Voetbalbond aansloot. Deze club kreeg later stamnummer 97, klom op in de nationale reeksen, maar ging in 1941 in fusieclub FC Herentals. In 1976 werd  weer een club opgericht met de naam Herentals Sport Kring. De club sloot zich bij de KBVB aan bij de Belgische Voetbalbond onder stamnummer 8415. Herentals SK ging er in de provinciale reeksen spelen.
In 1998 fusioneerde Herentals SK, dat toen in Vierde Provinciale speelde, met Sefa Sport Herentals. Sefa Sport was sinds 1950 bij de KBVB aangesloten onder stamnummer 5360 en eveneens actief in de provinciale reeksen. De fusieclub werd Sportkring Sefa Herentals genoemd en speelde verder met stamnummer 5360 van Sefa Sport. Stamnummer 8415 werd definitief geschrapt.